# Миша

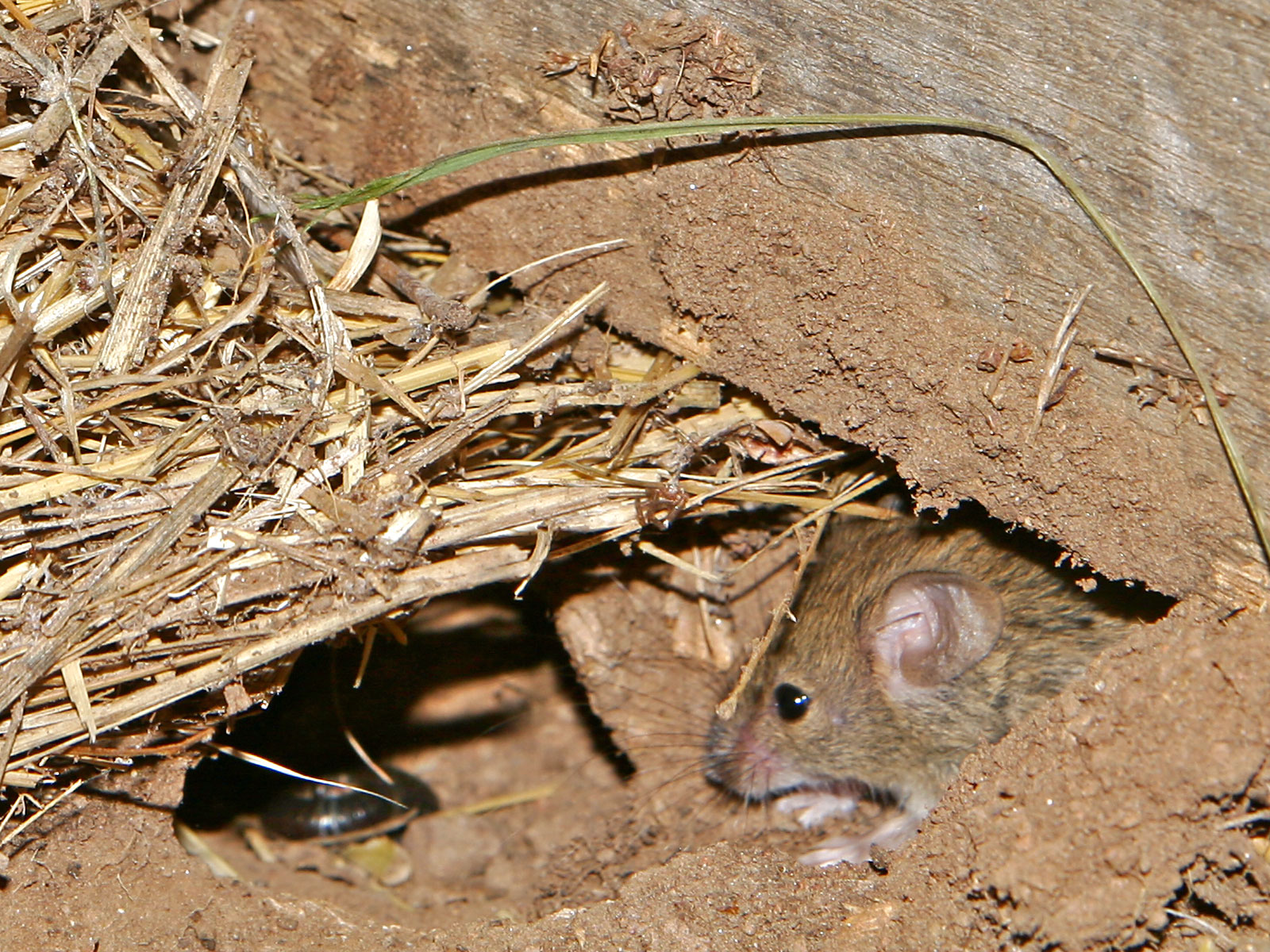
Миша біля нори

Ми́ша (Mus, Linnaeus, 1758) — рід ссавців родини мишових із ряду гризунів, який включає близько 38-40 сучасних видів, у тому числі низку видів-двійників і форм неясного таксономічного рангу. Рід Mus є типовим для родини Мишових і, відповідно, надродини Мишуватих (Muroidea) та підряду Мишовидих. Типовий вид роду — миша звичайна, або хатня — всесвітньо поширений (разом з людиною) вид ссавців.

## Назва
Mus від грец. μῦς. Миша — походить від псл. мишь, обидві назви мають спільні, іє. корені.

## Опис
Довжина тіла дорослих мишей коливається від 4,5 до 12,5 см, хатньої миші — до 18 см (разом із хвостом). Хвіст відносно довгий (70-110 % довжини тіла), його товщина становить 0,3-0,5 см. Голова складає приблизно третину всього тіла. Очі найчастіше чорного кольору. Вуха переважно круглої форми, рідше загострені. Вібриси завдовжки від 0,5 см. Шерсть середньої густоти, від сірого до яскраво-рудого відтінку.

## Поширення
Миші поширені на всіх материках, крім Антарктиди. Хатня миша пристосувалась до життя з людьми, харчуючись зерном і різними іншими харчовими запасами людей. Завдяки цьому цей вид поширений по всій планеті, разом із людиною.
На теренах України поширені два представники роду: миша хатня та миша курганцева. Найбільша різниця між видами відчутна у способах життя: хатня мешкає переважно у штучно створених людиною умовах або на прилеглих до будівель і садиб ділянках, а курганцева завжди уникає людей. Відмінності між цими двома видами украй незначні, їх відносять до категорії «види-двійники». Крім цього, курганцева миша не має мускусного запаху і здатна будувати курганці із запасами їжі на зимовий час.

## Шкідливість мишей
Найбільш шкідливий вид роду — хатня миша. Вона живиться залишеними без уваги харчовими припасами в людських помешканнях, прогризає мішки із зерном, риє нори у стінах глинобитних будинків, оселяється у теплоізоляційних матеріалах та пустотах у сучасних будинках і для людей є джерелом таких інфекційних хвороб, як лептоспіроз, ендемічний висипний тиф, везикульозний рикетсіоз тощо.
Миші зазнають винищення через вчинені збитки на продуктових підприємствах та у сільських, деколи навіть у міських оселях. Для винищення мишей приручали котів, змій та навіть їжаків. Для вбивання мишей придумали мишоловки та отруту (тріло).
Коли приручали диких тварин, котів приручили не тільки як домашню тварину, а і як хижака, що винищує мишей. Для вилову мишей всі породи котів придатні. На території України зокрема, для знищення мишей поселяли вужів, що в полюванні були дуже ефективними. У сільській місцевості люди часто приручали їжаків, що харчуються пацюками та мишами.
Мишоловки люди створили для вбивства мишей. Принцип мишоловки полягає у знищенні гризуна шляхом перебивання йому хребта або розтрощення черепа ударом металевої дуги. Для цього мишей приваблюють до пастки принадою (хліб, сало, поролон, змочений у запашній олії тощо). Прилад спрацьовує тоді, коли миша торкається приманки.
Отрута є одним із найефективніших способів знищення мишей. В отруту додають небезпечні хімічні речовини, які припиняють роботу життєво важливих органів. Найефективнішою отрутою вважається та, яка діє на печінку, тому, що припиняє її роботу поступово.

## Класифікація роду
У часи Карла Ліннея до цього роду відносили більшість видів підряду Мишовиді у сучасному розумінні його обсягу. Надалі та до середини XX століття до цього роду відносили всіх представників родини Muridae або принаймні триби Murini, зокрема, пацюків, мишаків тощо.
- Mus harennensis

### ПідрідPyromys
- Mus platythrix
- Mus saxicola
- Mus phillipsi
- Mus shortridgei
- Mus fernandoni
- Mus fragilicauda

### ПідрідCoelomys
- Mus mayori
- Mus pahari
- Mus crociduroides
- Mus vulcani
- Mus famulus

### ПідрідMuss. str.
- Mus caroli
- Mus cervicolor
- Mus cookii
- Mus cypriacus
- Mus booduga
- Mus terricolor
- Mus musculus — миша хатня
- Mus spretus
- Mus lepidoides
- Mus macedonicus
- Mus nitidulus
- Mus spicilegus — миша курганцева

### ПідрідMuriculus
- Mus imberbis

### ПідрідNannomys
- Mus callewaerti
- Mus setulosus
- Mus triton
- Mus bufo
- Mus tenellus
- Mus haussa
- Mus mattheyi
- Mus indutus
- Mus setzeri
- Mus musculoides
- Mus minutoides
- Mus orangiae
- Mus mahomet
- Mus sorella
- Mus kasaicus
- Mus neavei
- Mus oubanguii
- Mus goundae
- Mus baoulei

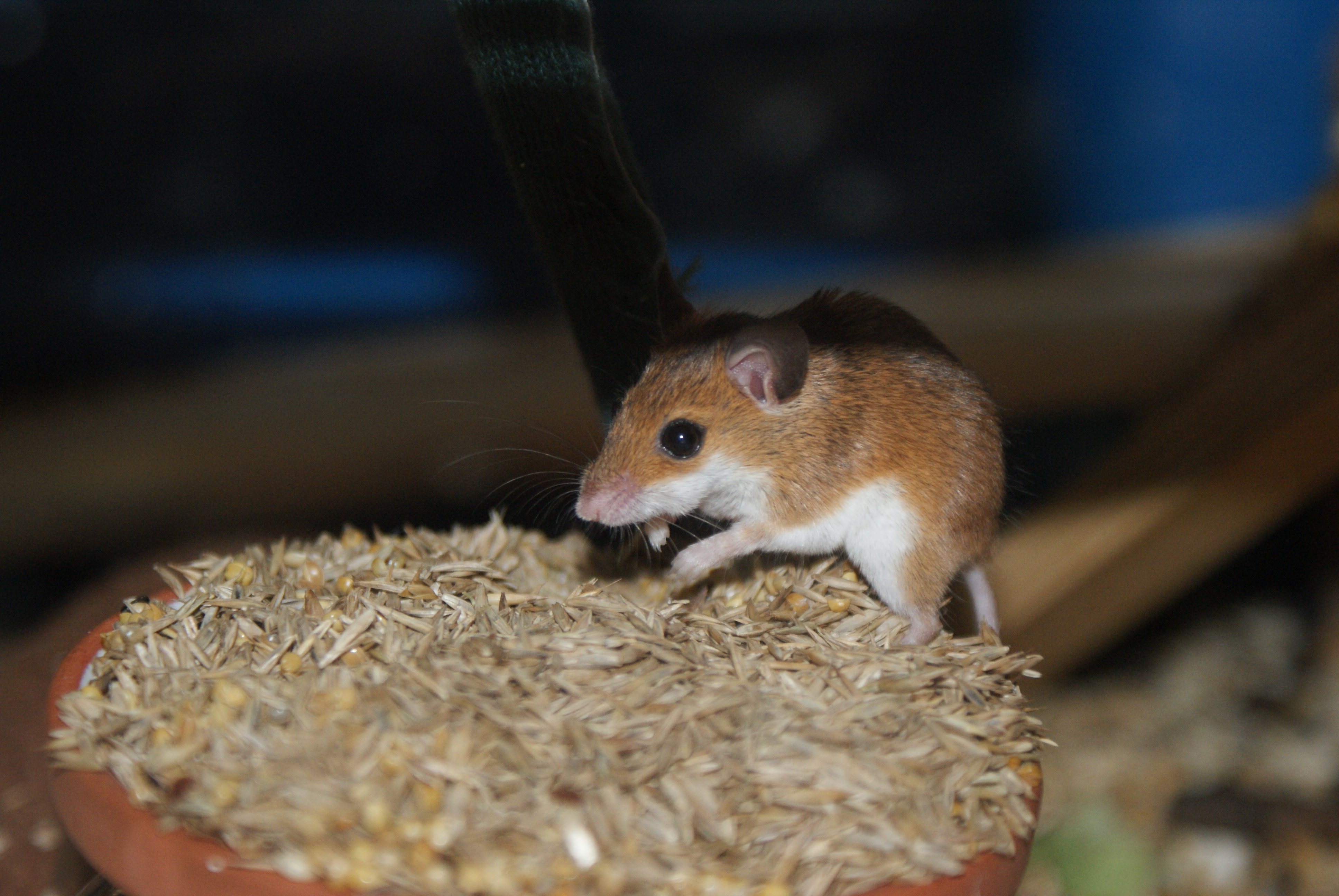
Mus musculoides — представник підроду «карликових мишей» (Nannomys)

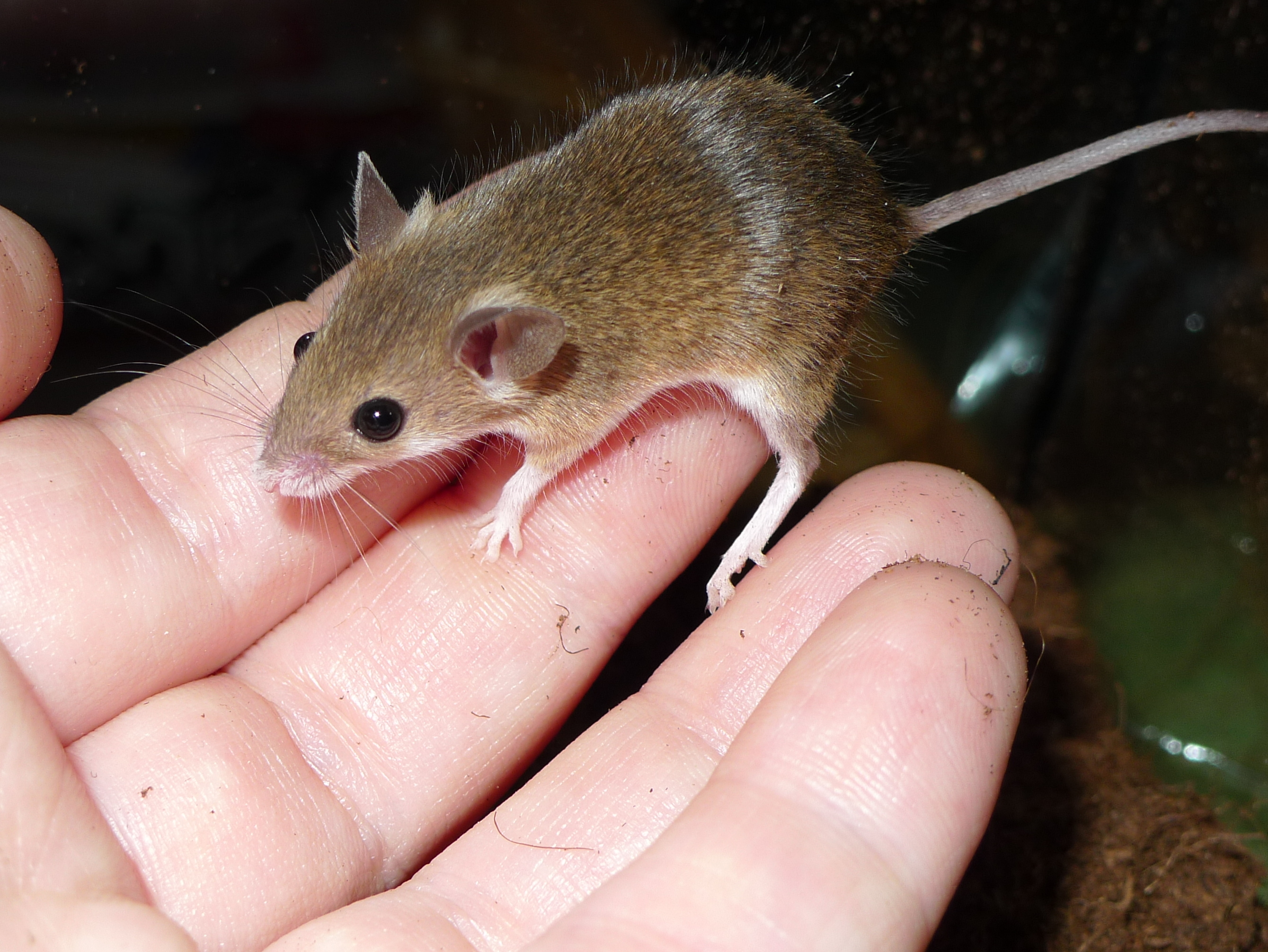
Mus mattheyi — мешканець вологих саван Африки

Також до триби Murini належить викопний ендемік Канарських островів Malpaisomys insularis.